# Valižanski zmaj
Valižanski zmaj (valižansko: Y Ddraig Goch, kar pomeni rdeči zmaj) se pojavlja na valižanski zastavi. Najstarejša zabeležena uporaba zmaja, ki simbolizira Wales, je v Historia Brittonum, napisani okoli 829 n. št., vendar nekateri domnevajo, da je bil bojni simbol kralja Arturja in drugih starih keltskih voditeljev. Njegovo povezovanje s temi voditelji, skupaj z drugimi dokazi iz arheologije, literature in dokumentarne zgodovine, je vodilo mnoge k domnevi, da se je razvil iz starejšega romansko-britanskega narodnega simbola. V času vladavine Tudorjev je bil rdeči zmaj uporabljen kot podpornik v grbu angleške krone. Rdeči zmaj velja za simbol se vsega valižanskega in ga uporabljajo številne javne in zasebne ustanove. Med njimi je valižanska vlada, Visit Wales, zmajev jezik kot svoj simbol uporablja valižanska jezikovna skupnost in številne lokalne oblasti, vključno z Blaenau Gwentom, Cardiffom, Carmarthenshirjem, Rhondda Cynon Tafom, Swansejem in športnimi telesi, vključno z valižanskim športnim narodnim centrom, Nogometno zvezo Walesa, Wrexham AFC, Newport Gwent Dragons in London Welsh RFC. Valižanski zmaj je tudi eden od kraljevih zveri.

## Zgodovina

### Mabinogion
V zgodbi iz Mabinogiona, Lludd in Lleflys, se rdeči zmaj bori z belim zmajem. Njegovi boleči kriki povzročajo, da ženske splavijo, živali poginejo in rastline odmrejo. Britanski kralj Lludd odide k svojemu modremu bratu Llefelysu v Francijo. Llefelys mu pove, naj izkoplje jamo v središču Britanije, napolni jo z medico in jo prekrije s krpo. Lludd to stori in zmaja pijeta medico in zaspita. Lludd jih nato zapre, še vedno zavit v krpo v Dinas Emrys v Snowdoniji (valižansko: Eryri).